# Československá kosmonautika
Československá kosmonautika zahrnovala kosmické aktivity Československa počínající už koncem 50. let 20. století a od druhé poloviny 60. let se rozvíjející v rámci mezinárodního programu Interkosmos. Aktivity v různých oblastech kosmické fyziky, meteorologie, spojů, biologie a medicíny a snímkování Země vyvrcholily stavbou vlastních umělých družic Země řady Magion, automatických stabilizovaných plošin instalovaných na sovětských sondách a modulech a kosmickým letem Vladimíra Remka.

## Počátky
Od vzletu první družice – Sputniku 1 se čeští astronomové zapojili do kosmického výzkumu, sledovali dráhu prvních družic a profesor Emil Buchar z ČVUT vypracoval postup, jak z časových změn jejich drah odvodit velikost zploštění Země.
Popularizaci kosmonautiky se věnoval profesor Rudolf Pešek, který aktivně pracoval v Mezinárodní astronautické federaci (International Astronautical Federation) a Mezinárodní astronautické akademii (International Academy of Astronautics). Zde založil komisi pro hledání mimozemského inteligentního života a vymyslel název pro její činnost – CETI (Communication with Extraterrestrial Intelligence, komunikace s mimozemskou inteligencí). Na jeho aktivity později, od roku 1960 navázal projet SETI.

## Program Interkosmos
V letech 1967–1990 probíhal program spolupráce Sovětského svazu a jeho socialistických spojenců v oblasti výzkumu a využití vesmíru nazvaný Interkosmos. Československé aktivity v programu se rozdělily na čtyři směry – kosmická fyzika, meteorologie, spoje, lékařství a biologie, později přibylo ještě snímkování Země. Československo bylo v programu velmi aktivní, v období do roku 1978 bylo 45 % experimentů na družicích Interkosmos československých.

### Fyzikální výzkum
V letech 1967–1969 pod vedením Borise Valníčka z Astronomického ústavu ČSAV se podařilo vyrobit detektory rentgenového záření určené k výzkumu Slunce. Instalovány byly na družicích Interkosmos 1 (vynesena na oběžnou dráhu Země 14. října 1969) a Interkosmos 2 (vynesena 14. října 1970). Od roku 1972 se čeští vědci obrátili k výzkumu kosmického záření a své přístroje instalovali na družice Interkosmos 13 (duben 1975) a poté na družice řady Prognoz, které měly příhodnější dráhu. Vrcholem této části československé účasti byl družice Prognoz 10 (duben 1985), z jejíž 11 přístrojů bylo 7 československých, dva sovětské a dva společné.
Družice Interkosmos a Mars, a vědecké rakety Vertikal disponovaly též československými detektory mikrometeoroidů.
Odborníci Jaderné a fyzikálně-inženýrské fakulty ČVUT roku 1970 postavili laser určený k měření polohy družic a tvaru země odrazem jeho paprsku od družice. V srpnu 1970 získali odraz, jako čtvrtí na světě po Spojených státech, Francii a Japonsku. V 70. a 80. letech sestavili více mobilních laserových stanic používaných k měřením po celém světě.
Ionosférické oddělení Geofyzikálního ústavu ČSAV a Výzkumný ústav sdělovací techniky vyrobily pro družice, počínaje Interkosmosem 3, přes deset vysílačů. Od roku 1973 oddělení vyvíjelo družice řady Magion určené ke studiu magnetosféry a ionosféry. První z nich, Magion 1, vzlétla společně s mateřskou družicí Interkosmos 18 v říjnu 1978, další následovaly v září 1982 a prosinci 1991. I po přechodu oddělení k Ústavu fyziky atmosféry AV ČR roku 1994 program pokračoval družicemi Magion 4 a 5 v srpnu 1995 a srpnu 1996.
Nejsložitějším kosmickým přístrojem československého původu byly automatické stabilizované plošiny (ASP) umožňující zaměření přístrojů na cílový objekt. Instalovány byly na sondách Vega, určených k průzkumu Venuše a Halleyovy komety (obě sondy startovaly v prosinci 1984), dvojici sond Fobos určených k průzkumu Marsu a jeho měsíce Phobos (vypuštěny roku 1988) a modulu Kvant-2 vesmírné stanice Mir (vynesen a připojen k Miru roku 1989).

### Lékařsko-biologický výzkum
V oblasti výzkumů biologického a lékařského Přírodovědecká fakulta Univerzity P. J. Šafaříka v Košicích spolupracovala s moskevským Institutem lékařsko-biologických problémů na zkoumání vlivu kosmického záření na zvířata. Ústav fyziologie hospodářských zvířat SAV se věnoval zkoumání působení stavu beztíže na zárodky ptáků. Za tímto účelem družice Kosmos 1129 (neboli Bion 5, start v září 1979, přistála po 18 dnech) nesla inkubátor s vejci japonských křepelek; pokus pokračoval i na stanici Mir.
Vědci Fyziologického ústavu AV roku 1988 provedli se skupinou dobrovolníků imitaci třítýdenního kosmického letu. Cílem byl výzkum chování lidí během krizových situací při delším odloučení. Experimentu, nazvanému Štola 88, předcházely kratší Štola 85 a Štola 87.

### Let Vladimíra Remka
Roku 1976 nabídl Sovětský svaz zemím sdruženým v programu Interkosmos účast v pilotovaných kosmických letech. V první fázi byla nabídka směrována k vládám Československa, Polska a Německé demokratické republiky.
V Československu ve druhé polovině roku 1976 proběhl mezi vojenskými piloty výběr kandidátů na kosmický let. Dva finalisté, Vladimír Remek a Oldřich Pelčák zahájili v prosinci 1976 výcvik ve Středisku přípravy kosmonautů v Hvězdném městečku. V květnu 1977 složili závěrečné zkoušky a poté byli rozřazeni do posádek; jednu tvořili plukovník Alexej Gubarev s Vladimírem Remkem, druhá se skládala z Nikolaje Rukavišnikova a Oldřicha Pelčáka.
K letu byla vybrána dvojice Gubarev–Remek, Rukavišnikov s Pelčákem se stali náhradníky. Kosmonauti vzlétli do vesmíru 2. března 1978 v 15:28:10 UTC z kosmodromu Bajkonur na území Kazachstánu. S orbitální stanicí Saljut 6, na které od 11. prosince 1977 žili Jurij Romaněnko a Georgij Grečko se Sojuz 28 spojil po svém 18. oběhu Země 3. března v 18:10 UTC. Po třech hodinách kontrol a příprav návštěvníci vstoupili, přesněji vpluli, na stanici. První Vladimír Remek, za ním Alexej Gubarev. Během týdenního pobytu návštěvníci pomáhali základní posádce v jejich vědeckém programu, provedli řadu televizních reportáží a také experimenty připravené československými odborníky. Gubarev s Remkem přistáli 10. března 1978 13:44:10 UTC, jejich let trval 7 dní, 22 hodin a 16 minut. Vladimír Remek byl 87. člověk ve vesmíru, první z jiného státu než ze Sovětského svazu či USA. Vladimír Remek a Oldřich Pelčák zůstali jedinými československými a českými kosmonauty, kosmonautů českého původu je však více – k českým (resp. slovenských) kořenům se hlásili i tři z astronautů USA, Jim Lovell, Eugene Cernan a John Blaha.

## Konec Československa i programu Interkosmos
Nedlouho před rozdělením Československa, které proběhlo 1. 1. 1993, se v letech 1990–1991 rozpadl i program Interkosmos. V důsledku toho zanikly projekty výzkumu řas, vývoj lékařských diagnostických přístrojů, projekty dálkového průzkumu Země, z oblasti meteorologie a spojů. V České republice přetrvaly výzkumy geofyzikální a výzkum Slunce.